# رندا دياب
رندا دياب (1986 -)، ممثلة لبنانية. من مواليد الكويت.